# Grammarctia bilinea
Grammarctia bilinea är en fjärilsart som beskrevs av Walker 1864. Grammarctia bilinea ingår i släktet Grammarctia och familjen björnspinnare. Inga underarter finns listade i Catalogue of Life.